# Fred Rehm
Frederick R. Rehm, detto Fred (18 maggio 1921 – Brookfield, 28 dicembre 2012), è stato un cestista statunitense, professionista nella NBL.

## Carriera
Giocò per due stagioni nella NBL, disputando complessivamente 72 partite con 3,1 punti di media.